# Grand Prix Południowej Afryki 1985
Grand Prix Południowej Afryki 1985 (oryg. Southern Sun Hotels South African Grand Prix) – 15. runda Mistrzostw Świata Formuły 1 w sezonie 1985, która odbyła się 19 października 1985, po raz 18. na torze Kyalami.
31. Grand Prix Południowej Afryki, 21. zaliczane do Mistrzostw Świata Formuły 1.

## Klasyfikacja
| Legenda oznaczeń w tabelach wyników Wyświetl szablon na nowej stronie | Legenda oznaczeń w tabelach wyników Wyświetl szablon na nowej stronie                                                                     |
| Oznaczenie                                                            | Wyjaśnienie |
| --------------------------------------------------------------------- | --- |
| Złoty                                                                 | Zwycięzca lub mistrzostwo |
| Srebrny                                                               | 2. miejsce lub wicemistrzostwo |
| Brązowy                                                               | 3. miejsce lub II wicemistrzostwo |
| Zielony                                                               | Ukończył, punktował (w klasyfikacji generalnej, gdy zdobył co najmniej jeden punkt na przestrzeni sezonu, poza trzema powyższymi opcjami) |
| Niebieski                                                             | Ukończył, nie punktował (w klasyfikacji generalnej, gdy nie zdobył co najmniej jednego punktu na przestrzeni sezonu)                      |
| Czerwony                                                              | Nie zakwalifikował się (NZ) |
| Czerwony                                                              | Nie prekwalifikował się (NPK) |
| Różowy                                                                | Nie ukończył (NU) |
| Różowy                                                                | Niesklasyfikowany (NS) (w klasyfikacji generalnej, gdy nie został sklasyfikowany w żadnym wyścigu sezonu)                                 |
| Czarny                                                                | Zdyskwalifikowany (DK) |
| Czarny                                                                | Wykluczony (WYK/EX) |
| Biały                                                                 | Nie wystartował (NW) |
| Biały                                                                 | Kontuzjowany (K/INJ) |
| Biały                                                                 | Wyścig odwołany (OD/C) |
| Bez koloru                                                            | Został wycofany (WYC/WD) |
| Bez koloru                                                            | Nie przybył (NP/DNA) |
| Bez koloru                                                            | Nie brał udziału w treningach (NT/DNP) |
| Bez koloru                                                            | Nie został zgłoszony (–) |
| Pogrubienie                                                           | Start z pole position |
| Kursywa                                                               | Najszybsze okrążenie wyścigu |
| †                                                                     | Nie ukończył, ale jego rezultat został zaliczony ze względu na przejechanie więcej niż 90% dystansu wyścigu.                              |
| *                                                                     | Sezon w trakcie |
| 1/2/3                                                                 | Punktowana pozycja w sprincie kwalifikacyjnym                                                                                             |
| Lista systemów punktacji Formuły 1                                    | |

| Poz | Nr | Kierowca           | Konstruktor            | Okrążenia | Czas/powód NU    | Poz. startowa | Punkty |
| --- | -- | ------------------ | ---------------------- | --------- | ---------------- | ------------- | ------ |
| 1   | 5  | Nigel Mansell      | Williams-Honda         | 75        | 1:28:22.866      | 1             | 9      |
| 2   | 6  | Keke Rosberg       | Williams-Honda         | 75        | + 7.572          | 3             | 6      |
| 3   | 2  | Alain Prost        | McLaren-TAG            | 74        | + 1 okrążenie    | 9             | 4      |
| 4   | 28 | Stefan Johansson   | Ferrari                | 74        | + 1 okrążenie    | 16            | 3      |
| 5   | 17 | Gerhard Berger     | Arrows-BMW             | 74        | + 1 okrążenie    | 11            | 2      |
| 6   | 18 | Thierry Boutsen    | Arrows-BMW             | 74        | + 1 okrążenie    | 10            | 1      |
| 7   | 3  | Martin Brundle     | Tyrrell-Renault        | 73        | + 2 okrążenia    | 17            |        |
| NU  | 11 | Elio de Angelis    | Lotus-Renault          | 52        | Silnik           | 6             |        |
| NU  | 29 | Pierluigi Martini  | Minardi-Motori Moderni | 45        | Chłodnica        | 20            |        |
| NU  | 1  | Niki Lauda         | McLaren-TAG            | 37        | Turbosprężarka   | 8             |        |
| NU  | 4  | Philippe Streiff   | Tyrrell-Renault        | 16        | Wypadek          | 19            |        |
| NU  | 12 | Ayrton Senna       | Lotus-Renault          | 8         | Silnik           | 4             |        |
| NU  | 27 | Michele Alboreto   | Ferrari                | 8         | Turbosprężarka   | 15            |        |
| NU  | 7  | Nelson Piquet      | Brabham-BMW            | 6         | Silnik           | 2             |        |
| NU  | 20 | Piercarlo Ghinzani | Toleman-Hart           | 4         | Silnik           | 13            |        |
| NU  | 19 | Teo Fabi           | Toleman-Hart           | 3         | Silnik           | 7             |        |
| NU  | 8  | Marc Surer         | Brabham-BMW            | 3         | Silnik           | 5             |        |
| NU  | 24 | Huub Rothengatter  | Osella-Alfa Romeo      | 1         | Elektronika      | 21            |        |
| NU  | 22 | Riccardo Patrese   | Alfa Romeo             | 0         | Wypadek          | 12            |        |
| NU  | 23 | Eddie Cheever      | Alfa Romeo             | 0         | Wypadek          | 14            |        |
| NW  | 33 | Alan Jones         | Lola-Hart              | 0         | Choroba kierowcy | 18            |        |